# VortexBox
VortexBox – dystrybucja Linuksa oparta na Fedorze. Może działać jako serwer muzyczny albo szafa grająca. Jedna z cech jest to, że podczas słuchania plików MP3, FLAC potrafi pobrać okładkę płyty.